# 101回目のプロポーズ
『101回目のプロポーズ』（ひゃくいっかいめのプロポーズ）は、1991年（平成3年）7月1日から9月16日まで毎週月曜日21:00 - 21:54に、フジテレビ系の「月9」枠で放送された日本のテレビドラマ。浅野温子と武田鉄矢のダブル主演で、平均視聴率は23.6%、最終回では36.7%の視聴率を記録した（ビデオリサーチ調べ、関東地区）。
舞台化された他、中国や韓国などの海外でもテレビドラマや映画としてリメイクもされている。

## 概要
いわゆる「トレンディドラマ」の一つであるが、トレンディ女優の代表であった浅野の相手役としてトレンディとはかけ離れたイメージであった武田が抜擢された。当初は否定的な意見が多かったが、恋愛に不器用で冴えない男を熱演した武田が回を追うごとに大きな評判となった。
本作は、第6話の終盤において、浅野が演じるメインヒロイン・薫が再び恋人を失うことへの恐怖から抜け出せないことに対して、武田が演じる男主人公・達郎がダンプカーの前に飛び出して間一髪の所で停止させるなどして身体を張って説得する際に「僕は死にません。僕は死にません! あなたが好きだから、僕は死にません。僕が、幸せにしますから!」と絶叫する場面で象徴されている。武田は熱演する余り「僕は死にません」を博多弁で「僕は死にましぇん」と発音しており、それが後者の表記のまま同年の新語・流行語大賞（大衆部門・金賞）となった（実際の台詞は「死にません」ではあるものの、博多出身のイメージが強かった武田の熱演ぶりと発音を面白がった一部のマスメディアが「死にましぇん」と表記したことが一人歩きし、それが定着している状態である）。また、ダンプカーのスタントシーンはスタントマンを使わずに武田自らが演じている。
ドラマのBGMに連続ドラマ初担当となる西村由紀江を起用、ピアノやクラシック音楽を重点的に使用するなど、音楽面を重視しており、本作から月9枠のドラマはステレオ放送となった。
主題歌はCHAGE&ASKAの「SAY YES」で（オリコンシングルチャートで13週連続1位）、フジテレビは同枠で放送された1990年10月期の『すてきな片想い』、1991年1月期の『東京ラブストーリー』、そしてこの作品を「純愛三部作」と名付けた。
タイトルロゴは「シェルブールの雨傘」をはじめとした1960年 - 1970年代の洋画ポスターに多く見られる斜め気味の手書き文字風のデザインとした。
1992年にポニーキャニオンからVHSでソフト化され、2001年にフジテレビからDVDが発売された。
系列外の青森テレビでは、15日遅れの火曜日19:00から、山形テレビでは3か月遅れの日曜日12:00から、テレビ宮崎では6日遅れの日曜日22:30から放送していた。
2012年1月9日からBSフジの『名作ドラマアワー』枠（月曜22:00）、同年2月6日からはフジテレビTWO（月曜23:00）にて再放送。また、同年6月13日からはBSフジで水曜18:00の枠で改めて再放送された。
2023年1月6日からBSフジの『名作ドラマアワー』枠（金曜22:00）でさらに再放送された。

## あらすじ
矢吹薫は3年前に交通事故で亡くなった婚約者・真壁芳之を忘れられずにいた。星野達郎は冴えないサラリーマンで、99回も見合いを断られ、半ば結婚をあきらめていた。母親に見合いを勧められた薫は、妹の千恵にも後押しされ、お見合いをするが、現れたのは達郎だった。達郎は薫の曖昧な返事を聞いて脈ありと思い込み、弟の純平とはしゃぐが、薫は電話で断る。達郎はリハーサルを終えた薫の元に駆けつけ、千恵に教えられた「50年後の君を今と変わらず愛してる」の言葉を叫ぶ。真壁と同じプロポーズの言葉をかけられた薫は心揺さぶられ、達郎と会うようになる。
薫は達郎に「人を好きになって失うのが怖い」と泣きながら打ち明ける。達郎はトラックの前に飛び出し、「僕は死にません。あなたが好きだから僕は死にません。僕が幸せにします」とプロポーズする。
薫は達郎のプロポーズを受け入れる。婚約した二人は真壁の墓に報告しにいくが、その帰り、薫は真壁そっくりの男・藤井克巳に出会う。藤井は達郎の新しい上司だった。
薫は藤井にひかれる。藤井は薫にプロポーズ。薫は達郎に婚約指輪を返す。達郎は会社を退職し、もう一度薫に向き合うため司法試験を目指す。薫は藤井とは相容れないと思い至り別れる。司法試験発表の日、コンサートに出演していた薫は自分を本当に愛してくれたのは達郎だと気付き会場から飛び出す。
司法試験に落ちた達郎は婚約指輪を海に投げ捨て、薫のことをきっぱりあきらめる。深夜、道路工事のバイトをする達郎の元にウェディングドレスを着た薫が駆けつける。「僕にはもう何もありません」と言う達郎に薫は「私をもらってください」と答える。薫は落ちていたナットを指輪代わりにはめ、達郎と歩き出す。

## 登場人物

### 矢吹家
矢吹 薫〈30〉
演 - 浅野温子
オーケストラのチェリスト。妹の千恵とマンションで二人暮らし。3年前、結婚式の当日に事故死した元婚約者・真壁のことが忘れられない。母親の強引な仕切で不本意ながらお見合いをし、達郎と出会う。断りを入れてもなんだかんだと食い下がってくる達郎を疎ましく思っていたが、達郎のひたむきさ、一途さに徐々に惹かれていくようになる。しかし達郎と婚約に至ったのも束の間、ひょんな事で知り合った真壁と瓜二つな藤井に惹かれ、達郎と婚約を破棄する。それでも諦めない達郎に冷たく当たり、突き放そうとするが真壁との違いが徐々に見えて来た事で迷いが出てきた末、「あなたあの人（真壁）じゃないのよね」と藤井のプロポーズを断る。といって達郎に戻るわけにはいかない、と悩んでいたが千恵に発破をかけられ、再度達郎の元へ走る。
中国の映画版では、映画版のヒロインにチェロを教えており、達郎と夫婦になっている（薫本人は出演していないが、達郎の口から語られている）。
矢吹 千恵〈20〉
演 - 田中律子
薫の妹。姉の薫を気遣い、達郎とのお見合いにも同席。二人の仲を応援する。純平と同じ大学、サークル。純平とはお互いに言いたいことを言い合い、時には口喧嘩もする気楽な仲。尚人に好意を寄せ、告白するも薫にプロポーズしていることを理由に断られる。そのために薫とは一時、口を利かなかったことがある。純平の事は好きでもないが嫌いでもない、といったスタンスだったが、兄思いの純平を見ているうちに気になる存在になっていったようである。
矢吹 孝夫〈56〉
演 - 小坂一也
薫と千恵の父。はじめは達郎のことを受け入れなかったが、婚約を決めてからは「娘をよろしく」と達郎に頭を下げた。印刷業を営む中小企業の社長で浜松に住む。娘の薫について、トンビがタカを産んだと親戚中からもてはやされたと達郎に自慢し、一緒に酒を飲むシーンがある。娘の薫は父のインクの臭いが大好きで、達郎という土木管理事務所勤務でルックスも良くない中年男性からの求愛に、薫が結婚を決意する潜在的背景をストーリーに提供している。

### 星野家
星野 達郎〈42〉
演 - 武田鉄矢
建設管理会社の万年係長。今まで99回もお見合いをしたが、すべて失敗してきた。弟の純平とともに弁護士の息子であったが、若くして母を、2年前に父を亡くし、20歳年下の弟を養いつつ働く。自身も法学部を卒業したものの、弟に父の家業としての弁護士を継いでもらうことを期待しサラリーマンの道へ進む。のちに会社を辞職してからは、自ら司法試験に取り組む。
中国の映画版にも出演しており、薫と夫婦になっている。
ヒロインに薫のスカーフをプレゼントする。
星野 純平〈22〉
演 - 江口洋介
達郎の20歳差の弟で、法学部に所属する大学生。アニメ同好会の会長で、新入生歓迎シーズンに千恵が入会しようとしてきて懇意となる。兄の達郎と千恵の姉である薫とのお見合いが実るように奔走したり、達郎が侮辱されたりすると本気で怒る兄思いの一面がある。兄とはルックス、女性からの人気など対照的に思われがちではあるが、一方で好きな涼子に対しては途端にぎこちなくなり、チャンスを逃すといった「似てないようで似てる」（千恵談）面がある。少年野球の監督もしており、涼子への片思いを相談することで、徐々に千恵との間が親密になる。

### 薫の関係者
沢村 尚人〈27〉
演 - 竹内力
オーケストラのバイオリニスト。薫にプロポーズするも、元婚約者を忘れられない薫に断られる。初期の達郎の「ライバル」とも言うべき存在。しかし、達郎が薫との婚約を果たすと潔く負けを認め、薫と達郎の幸せを願う男らしさがある。後にドイツの楽団に誘われ、日本を出るが、その翌日が達郎の司法試験発表の日であった。
石毛 桃子〈34〉
演 - 浅田美代子
薫の親友。楽器店を経営しながらピアノ教室も主宰し、薫の内面を聞き出しつつ、アドバイスをする。達郎へは母性愛から、薫のことをあきらめるなと励ます役目。
真壁 芳之〈35〉
演 - 長谷川初範
薫の婚約者。結婚式の直前に交通事故で病院に担ぎ込まれ、手術のかいもなく死亡。ピアニストでショパンの別れの曲を好む。東京近郊の真壁家の墓所に葬られる。

### 建設管理会社
岡村 涼子〈23〉
演 - 石田ゆり子
達郎と同じ会社の受付嬢。偶然、合コンの流れで純平の家（つまり達郎の家でもある）に他の仲間と遊びに来る。料理や洗濯の世話でしばしば家に来るが、ベスというだめな犬のペットに達郎が似ていることから好意を寄せていた。達郎にピアノを教えるが、実際は弟の純平と過ごす時間が多く、片思いをされるが気づかない。後に尚人を好きになりその理由を「レポート」にまとめてひたむきな思いをぶつける。最後には文通の約束をした。
渋谷 悟〈25〉
演 - 前田真之輔
達郎の部下で、達郎が会社を辞任してからも友人として付き合う。
関谷 祐子
演 - 岩田美香
涼子の友人で、達郎と部下の渋谷と共に会社の仲間。最後は渋谷と交際する。
早坂
演 - 佐戸井けん太
会社の部長。社長の息子という立場を利用して涼子にセクハラを行う。
藤井 克巳〈35〉
演 - 長谷川初範
達郎の上司。本来は達郎が課長に就く予定であったが、涼子から上役にセクハラを受けていることを相談され、腰が引けながらも意見をしたところ逆鱗に触れてその座をフイにし、代わりに藤井が課長に就いた。真壁に顔も声も生き写しで、大阪の支店から東京本社に転勤してきた後、街頭で達郎とデートして別れたばかりの薫と偶然出会う。達郎の行きつけのピアノバーを紹介され、そこで再び薫と出会い、薫と尚人の音楽演奏会に娘と共に参加することで正式な面識を得る。娘はミカといい（離婚後にも、自身で養育を続けている設定であったが、離婚理由である仕事への情熱優先とは、齟齬をきたしている）、桃子のピアノ教室に通うことで、薫との交際を深める。都心の管理人のいるマンションに住み、娘用の家政婦を雇う。離婚した妻はミカを取り戻そうとしている。婚約をした達郎から薫を一時奪う。

### その他
- 立花 - 斉木しげる

薫のファン。薫の計らいによって彼が主催するパーティーに達郎も同席したが、その際に達郎を嘲笑う発言をした。
- ピアノバーのバーテンダー - 佐藤幸雄
- ピアノバーのピアニスト - 西村由紀江
- 美加（藤井克巳の娘） - 田中友香里
- 達郎の元婚約者 - 平淑恵

達郎が過去にお見合いし、挙式の日を迎えるまでに至った女性。挙式当日に逃げ出した事から破談になった。達郎と薫のデート中に偶然再会し、逃げ出した理由を告げた。
- 森田（達郎の元婚約者の現在の夫） - 須永慶
- 永山裕太（薫のピアノ教室の生徒） - 山崎裕太
- 裕太の母 - 一柳みる
- 藤井の元妻 - 木村理恵
- 純平と千恵の同級生 - 船田幸、伊藤美紀

## スタッフ
- 脚本 - 野島伸司
- 音楽 - 西村由紀江
- 演出 - 光野道夫、石坂理江子、林徹
- 主題歌 - CHAGE&ASKA「SAY YES」（ポニーキャニオン）
オリコンシングルチャートで13週連続1位を記録する、大ヒット曲となった。なお、ドラマで使用されたのは2番である。
- 演出補 - 林徹、中江功、緒方幸夫
- チェロ指導 - 梅津知美
- プロデュース - 大多亮
- 制作著作 - フジテレビ

## 放送日程・サブタイトル
| 各話                                                       | 放送日        | サブタイトル            | 演出       | 視聴率 |
| ---------------------------------------------------------- | ------------- | ----------------------- | ---------- | ------ |
| 第1楽章                                                    | 1991年7月01日 | 運命のお見合い          | 光野道夫   | 20.3%  |
| 第2楽章                                                    | 1991年7月08日 | 一生に一度の賭け        | 光野道夫   | 20.9%  |
| 第3楽章                                                    | 1991年7月15日 | 僕が幸せにします        | 石坂理江子 | 19.9%  |
| 第4楽章                                                    | 1991年7月22日 | 愛が動く時              | 石坂理江子 | 21.3%  |
| 第5楽章                                                    | 1991年7月29日 | 愛のない結婚できますか? | 光野道夫   | 21.2%  |
| 第6楽章                                                    | 1991年8月05日 | 婚約                    | 石坂理江子 | 19.8%  |
| 第7楽章                                                    | 1991年8月12日 | まさかあの人が          | 光野道夫   | 18.9%  |
| 第8楽章                                                    | 1991年8月19日 | 悲しき婚約指輪          | 光野道夫   | 23.3%  |
| 第9楽章                                                    | 1991年8月26日 | 婚約者を取り返せ        | 林徹       | 23.4%  |
| 第10楽章                                                   | 1991年9月02日 | 僕はあきらめない        | 石坂理江子 | 26.6%  |
| 第11楽章                                                   | 1991年9月09日 | 愛の女神よ!             | 光野道夫   | 30.5%  |
| 終楽章                                                     | 1991年9月16日 | SAY YES                 | 光野道夫   | 36.7%  |
| 平均視聴率 23.6%（視聴率は関東地区・ビデオリサーチ社調べ） |               |                         |            |        |

関西地区での最高視聴率38.5%（最終回）。

## エピソード
- 武田は最初、自分はトレンディーじゃないし、浅野が相手役では「食い合わせが悪い」と思って一度はオファーを断ろうとしたが、「その食い合わせの悪いのが面白いと思いませんか」などとプロデューサーから説得されたことで、最後にはオファーを受けたという[5][6]。
- 1993年4月10日の「ドリームライブ in 福岡ドーム」ではCHAGE&ASKAが武田（3人は福岡県出身である）とともにステージに登場し、CHAGE&ASKAがアカペラで歌う「SAY YES」をバックに武田が「僕は死にましぇん」の台詞を再現した。
- 「僕は死にましぇん」に関して、武田は当初この場面の撮影には乗り気でなかった。危険だからという以前に、すでに武田本人に「坂本金八」という教師役のイメージが定着していたため、先生が交通マナーを守らないようなことをしていいのだろうか、というのを気にしてのことである。
- 「僕は死にましぇん」のシーンの、ダンプカー運転はタカハシレーシングによるもの。前述の通り武田がスタントマンを使わずに自分で演じているが、武田本人への危険回避のため、ダンプカーの停車位置を武田の立ち位置より2メートルほど手前に設定し、車側から斜めに撮影するカメラアングルで距離感をごまかす工夫をとっている[7]。それでもダンプカーが予定した停止位置では止まらず、武田は思いっきりのけ反って車をかわしているが、武田がのけ反っていなければ交通事故になっていたと、武田や共演した浅野は裏話として語っている。
- 当初は武田が振られる予定だったが、視聴者から「主題歌のようなハッピーエンドを」という要望が殺到したため、急遽ハッピーエンドになった[要出典]。
- ドラマが非常に好評を得ていたことから当時、フジテレビ系列の番組で様々なパロディが作られた。中でもアニメ『ドラゴンボールZ』において「男だねェ…クリリン101回目のプロポーズ」というオリジナルストーリーが放送されクリリンがアニメのオリジナルキャラクターに恋して振られるエピソードが放送された。
- 映画『あぶない刑事リターンズ』において浅野演じる真山薫にチェロの特技があることが判明しているが、これは同映画の監督である村川透がこの作品のオマージュとして入れたものである。
- 2010年7月12日放送分の『SMAP×SMAP2時間越えスペシャル』のBISTRO SMAPにおいて、1991年の連続ドラマの打ち上げ以来という、浅野と武田の約20年振りの共演が実現して撮影当時の裏話をSMAPとトークし、ファンが選ぶ名シーンベスト3も選出された。

| フジテレビ系 月曜21時枠連続ドラマ    | フジテレビ系 月曜21時枠連続ドラマ          | フジテレビ系 月曜21時枠連続ドラマ                      |
| 前番組                               | 番組名                                     | 次番組                                                 |
| ------------------------------------ | ------------------------------------------ | ------------------------------------------------------ |
| 学校へ行こう! (1991.4.8 - 1991.6.24) | 101回目のプロポーズ (1991.7.1 - 1991.9.16) | 逢いたい時にあなたはいない… （1991.10.7 - 1991.12.16） |

## 舞台版
2012年3月の博多座公演にて『時代劇版・101回目のプロポーズ』が上演された。脚本は鈴木哲也とマキノノゾミ、演出は齋藤雅文が担当した。設定は江戸時代に移し替えられ、「武田鉄矢が浅野温子に一途な思いを寄せる」という基本プロット以外は、ストーリー・キャラクターとも大きく変更されている。併演は、『海援隊 トーク&ライブ』。

## 中韓合作版
『101回目のプロポーズ』のリメイク作品として、2003年に製作された中華人民共和国と韓国合作のテレビドラマ。原題は『第101次求婚』。全20話。日本でもWOWOWやフジテレビ721などで『101回目のプロポーズ』の邦題で放送された。ヒロインのチェリストを韓国の女優チェ・ジウ、チェリストに求婚する男（武田鉄矢の役）を香港の俳優スン・シン（孫興）が演じる。日本での名場面（第6話のラストシーン）も翻案されている。

### キャスト
- リー・シャオロン役 - チェ・ジウ（田中美里）
- ジェン・ジンタイ役 - スン・シン（江原正士）
- チェン・ズージュン役 - ホワン・ジィウェイ（檀臣幸）
- リー・イーシュエン役 - ウー・ジィアニイ（本名陽子）
- ジェン・ジンユエン役 - ユィ・イー（内田岳志）
- ジャオ・ユンナア役 - ジャン・イェン（日野由利加）
- シー・ジン役 - リウ・シャオフォン（家中宏）
- スー・ジン役 - ファン・ユエン（もたい陽子）

### スタッフ
- 原作 - 野島伸司
- 監督 - クラレンス・フォ
- 脚本 - チェ・ワンギュ
- 音楽 - 主題歌「Just Be My Love」SHINHWA（シンファ）
- 制作 - 上海影球影視文化有限公司

## 韓国版
2006年、韓国SBSがリメイク作品を製作、同年5月29日から7月25日までSBS月火ドラマ (SBS 월화드라마) の枠にて放送した。全15話。同曜日・同時間帯に別のテレビ局で放送されていた『朱蒙』の存在ゆえ、視聴率面では1桁台に留まり、また別番組の放送予定があったため放送が15話に短縮された。主人公をイ・ムンシクが、ヒロインをパク・ソニョンが演じた。日本未公開。ドラマ全編の動画がSBSの公式ウェブサイトで無料で公開されている。

### 登場人物
パク・タルチェ
演 - イ・ムンシク
まったく、さえない男。GBS美術センターで働く。
ハン・スジョン
演 - パク・ソニョン
ほぼ完璧な女。GBS放送局のアナウンサー。
ハン・グムジョン
演 - ホン・スア
スジョンの妹。
ソ・ヒョンジュン
演 - ソン・チャンウィ
GBS放送局員。スジョンの大学生時代からの友人。
チョン・ウソク
演 - チョン・ソンファン
スジョンの初恋相手。映画の美術監督。
パク・ミンジェ
演 - イ・ジュンムン
タルチェの弟。俳優を目指している。
パク・チャンマン
演 - イム・ヒョンシク
タルチェの父。
チャン・ウニム
演 - チェ・ラン
スジョンの叔母。
ヨム・ソンジャ
演 - キム・ヒョンジャ

ノ・チェヨン
演 - キム・ジヘ
放送作家。
オン・ヨンピル
演 - チョン・ギョンホ
タルチェの同僚で後輩。
イ・ソンチョル
演 - キム・ジョンソク
GBS美術センター副組長。
イ・ジュンギ
演 - イ・ジュンギ
映画俳優。

### スタッフ
- 企画 - キム・ヨンソプ
- 製作 - イ・ジンソク、キム・ヘソン
- 製作総指揮 - イ・ヒョジョン、ナ・ジョンギュ
- 監督 - チャン・テユ
- 脚本 - ユン・ヨンミ[14]

## 映画版
2013年の春節にあわせて公開された中国・日本合作のリメイク映画。日本では『101回目のプロポーズ 〜SAY YES〜』の邦題で同年10月19日に公開された。

### キャスト
- イエ・シュン：リン・チーリン
- ホアン・ダー：ホアン・ボー
- タオズ：チン・ハイルー
- シュー・ジュオ：カオ・イーシャン
- 星野達郎：武田鉄矢（特別出演）

### スタッフ
- 監督：レスト・チェン
- 脚本：ジャン・ウェイ
- オリジナル脚本：野島伸司
- 撮影：ジャン・ミンチュアン
- 音楽：ベンソン・チェン
- 美術：ロー・シュン＝フー
- 主題曲/主題歌：CHAGE and ASKA「SAY YES」（ポニーキャニオン）
- 録音：チャオ・ナン、ヤン・ジャン
- 編集：リー・タン＝チュエン

## 純愛三部作
- すてきな片想い
- 東京ラブストーリー
- 101回目のプロポーズ（本作）

## パロディ
- ウッチャンナンチャンのやるならやらねば! - 「約101回目のプロポーズ」
- FNS27時間テレビ - 「約1回目のプロポーズ」：番組内のショートドラマとして数回によって放送。その中で、『101回目～』の脚本家である野島が「パロディにしていただいてありがとうございます」とインタビューに答えている。本家の出演者である武田鉄矢も出演。FNS版の脚本は鈴木おさむ。
- 絶対に笑ってはいけない大脱獄24時 - 刑務所実験場行きバスに矢吹薫に扮した陣内智則と本家の星野達郎役の武田鉄矢が乗車した。陣内が自身の失敗談を6話のように武田に語り、その後、武田がバスを途中下車し、走行しているバスの前に立って、「僕は死にましぇん!」と発した。
- ロンドンハーツ - 太夫フェス2021「101回目のシロポーズ」
- ダ・カーポしませんか? 第3話（テレビ東京ドラマプレミア23） - 真澄太一役の伊野尾慧（Hey! Say! JUMP）が「僕は死にましぇん!」と発した後に、二宮辰之助役の武田鉄矢が「SAY YES!」と続けた。